# WHA 1976/77
Die Saison 1976/77 war die fünfte Saison der World Hockey Association (WHA).
In der Vorsaison hatten zwei Teams bereits während der Saison den Spielbetrieb eingestellt. Nachdem die Cleveland Crusaders in ihrer Stadt Konkurrenz aus der National Hockey League bekommen hatten, verließen sie die Stadt und starteten den zweiten Versuch als Minnesota Fighting Saints erfolgreich zu sein. Der Versuch scheiterte und nach der Hälfte der Saison gab zum zweiten Mal in zwei Jahren ein Team mit dem Namen Minnesota Fighting Saints während einer Saison auf.
Als Vorjahresmeister tourten die Winnipeg Jets im Dezember zwei Wochen durch Europa. Nach ihrer Rückkehr unterlagen sie, noch vom Jetlag geplagt, am zweiten Weihnachtstag den Quebec Nordiques mit 12:3. Auch die beiden folgenden Spiele vor dem Jahreswechsel gingen verloren.
In den Finalspielen um die Avco World Trophy waren es wieder die Québec Nordiques, die den Winnipeg Jets ein Bein stellen konnten. In einer hart umkämpften und sehr torreichen Finalserie setzten sie sich knapp mit 4–3 durch.
3.590.511 Zuschauer sahen die 465 Spiele der fünften Saison. Im Schnitt waren das 7.722 pro Spiel, was nur einen ganz knappen Rückgang zur Vorsaison bedeutete. In der NHL war zu dieser Zeit der Zuschauerschnitt auf knapp unter 11.900 zurückgegangen.

## Reguläre Saison

### Modus
Wie in den ersten Jahren spielte man nun wieder in zwei Divisionen. Geplant waren 80 Spiele für jedes Team, wovon je 40 auch dem eigenen und 40 auf gegnerischem Eis ausgetragen werden sollten. Je sechs Spiele waren gegen die Teams der anderen Division vorgesehen. In der eigenen Division sollten gegen drei Teams je acht Spiele ausgetragen werden, auf die beiden anderen Teams, die lokalen Rivalen, sollte man je zehn Mal treffen. Die Aufgabe der Minnesota Fighting Saints nach 42 Spielen zwang die Liga jedoch erneut zur Umplanung. Da Minnesota acht Spiele mehr zuhause als auswärts gespielt hatte, wurde der Spielplan so angepasst, dass jedes Team auf 40 Heimspiele kam. Dies hatte zur Folge, dass acht der elf verbleibenden Teams auf 81 Spiele kamen.
Am Ende der regulären Saison qualifizierten sich aus jeder Division die vier bestplatzierten Mannschaften für die Playoffs, die im Anschluss an die reguläre Saison stattfanden und im K.-o.-System ausgetragen wurden.

### Abschlusstabellen

#### Eastern Division
Abkürzungen: GP = Spiele, W = Siege, L = Niederlagen, T = Unentschieden, GF = Erzielte Tore, GA = Gegentore, Pts = Punkte

Erläuterungen: In Klammern befindet sich die Platzierung innerhalb der Conference;       = Playoff-Qualifikation ,       = Divisions-Sieger,       = Aufgabe während der Saison
| Eastern Division                                       | GP | W  | L  | T | GF  | GA  | Pts | Zø    |
| ------------------------------------------------------ | -- | -- | -- | - | --- | --- | --- | ----- |
| Québec Nordiques                                       | 81 | 47 | 31 | 3 | 353 | 295 | 97  | 8.598 |
| Cincinnati Stingers                                    | 81 | 39 | 37 | 5 | 354 | 303 | 83  | 7.647 |
| Indianapolis Racers                                    | 81 | 36 | 37 | 8 | 276 | 305 | 80  | 9.295 |
| New England Whalers                                    | 81 | 35 | 40 | 6 | 275 | 290 | 76  | 8.918 |
| Birmingham Bulls                                       | 81 | 31 | 46 | 4 | 289 | 309 | 66  | 8.468 |
| Minnesota Fighting Saints (Aufgabe am 17. Januar 1977) | 42 | 19 | 18 | 5 | 136 | 129 | 43  | 6.211 |

#### Western Division
| Western Division    | GP | W  | L  | T | GF  | GA  | Pts | Zø    |
| ------------------- | -- | -- | -- | - | --- | --- | --- | ----- |
| Houston Aeros       | 80 | 50 | 24 | 6 | 320 | 241 | 106 | 8.830 |
| Winnipeg Jets       | 80 | 46 | 32 | 2 | 366 | 291 | 94  | 8.447 |
| San Diego Mariners  | 81 | 40 | 37 | 4 | 284 | 283 | 84  | 6.013 |
| Edmonton Oilers     | 81 | 34 | 43 | 4 | 243 | 304 | 72  | 8.370 |
| Calgary Cowboys     | 81 | 31 | 43 | 7 | 252 | 296 | 69  | 4.313 |
| Phoenix Roadrunners | 80 | 28 | 48 | 4 | 281 | 383 | 60  | 6.985 |

### Beste Scorer
Zwei Spieler von den Cincinnati Stingers gelang es in dieser Saison auf sich aufmerksam zu machen. Weder Rich LeDuc noch Blaine Stoughton war es in den vorangegangenen Jahren auch nur ansatzweise gelungen, sich derart in den Vordergrund zu spielen. Nach einer starken Rookie-Saison konnte der 20-jährige Mark Napier in seinem zweiten Jahr seine starke Leistung bestätigen und schaffte den Sprung in die Liste der Topscorer.
Abkürzungen: GP = Spiele, G = Tore, A = Assists, Pts = Punkte, PIM = Strafminuten; Fett: Saisonbestwert
| Spieler             | Team       | GP | G  | A  | Pts | +/- | PIM |
| ------------------- | ---------- | -- | -- | -- | --- | --- | --- |
| Réal Cloutier       | Québec     | 76 | 66 | 75 | 141 | +47 | 39  |
| Anders Hedberg      | Winnipeg   | 68 | 70 | 61 | 131 | +48 | 48  |
| Ulf Nilsson         | Winnipeg   | 71 | 39 | 85 | 124 | +57 | 89  |
| Robbie Ftorek       | Phoenix    | 80 | 46 | 71 | 117 | +26 | 86  |
| André Lacroix       | San Diego  | 81 | 32 | 82 | 114 | +2  | 79  |
| Marc Tardif         | Québec     | 62 | 49 | 60 | 109 | +29 | 65  |
| Christian Bordeleau | Québec     | 72 | 32 | 75 | 107 | +28 | 34  |
| Rich LeDuc          | Cincinnati | 81 | 52 | 55 | 107 | +28 | 75  |
| Blaine Stoughton    | Cincinnati | 81 | 52 | 52 | 104 | +24 | 39  |
| Serge Bernier       | Québec     | 74 | 43 | 53 | 96  | +1  | 94  |
| Mark Napier         | Birmingham | 80 | 60 | 36 | 96  | +16 | 24  |
| Dennis Sobchuk      | Cincinnati | 81 | 44 | 52 | 96  | +14 | 38  |

### Beste Torhüter
Cincinnatis Jacques Caron (2,84) und Edmontons Dave Dryden (3,26) hatten auch beide einen guten Gegentorschnitt, da die beiden jedoch jeweils nur 24 Spiele bestritten haben, werden sie in der nachfolgenden Liste nicht aufgeführt.
Abkürzungen: GP = Spiele, TOI = Eiszeit (in Minuten), W = Siege, L = Niederlagen, OTL = Overtime/Shootout-Niederlagen, GA = Gegentore, SO = Shutouts, Sv% = gehaltene Schüsse (in %), GAA = Gegentorschnitt; Fett: Saisonbestwert
| Spieler        | Team         | GP | TOI  | W  | L  | T | GA  | SO | GAA  |
| -------------- | ------------ | -- | ---- | -- | -- | - | --- | -- | ---- |
| Ron Grahame    | Houston      | 39 | 2345 | 27 | 10 | 2 | 107 | 4  | 2,74 |
| Ernie Wakely   | San Diego    | 46 | 2506 | 22 | 18 | 3 | 129 | 3  | 3,09 |
| Cap Raeder     | New England  | 26 | 1328 | 12 | 10 | 1 | 69  | 2  | 3,12 |
| Wayne Rutledge | Houston      | 42 | 2512 | 23 | 14 | 4 | 132 | 3  | 3,15 |
| Michel Dion    | Indianapolis | 42 | 2286 | 17 | 19 | 3 | 128 | 1  | 3,36 |

## Playoff

### Modus
Nachdem sich aus jeder Division die vier ersten Teams qualifiziert hatten, starten die im K.-o.-System ausgetragenen Play-offs. Die Divisionssieger trafen in den Division Semifinals auf das Viertplatzierten, während die Teams von Platz zwei und drei das jeweils andere Halbfinale austrugen.
Die siegreichen Teams trafen in den Division Finals aufeinander. Die beiden Playoff-Sieger der Divisions trafen dann in den Finals um die Avco World Trophy aufeinander.
Alle Serien jeder Runde wurden im Best-of-Seven-Modus ausgespielt, das heißt, dass ein Team vier Siege zum Erreichen der nächsten Runde benötigte. Das höher gesetzte Team hatte dabei die ersten beiden Spiele Heimrecht, die nächsten beiden das gegnerische Team. War bis dahin kein Sieger aus der Runde hervorgegangen, wechselte das Heimrecht von Spiel zu Spiel. So hatte die höhergesetzte Mannschaft in Spiel 1, 2, 5 und 7, also vier der maximal sieben Spiele, einen Heimvorteil.
Im Finale begann das Team mit mehr Punkten in der regulären Saison mit zwei Heimspielen. Es folgten zwei Auswärtsspiele.
Bei Spielen, die nach der regulären Spielzeit von 60 Minuten unentschieden standen, folgte die Overtime. Die Drittel dauerten weiterhin 20 Minuten und es wurde so lange gespielt bis ein Team das erste Tor schoss.

### Playoff-Baum
| Division Semifinals | Division Semifinals | Division Semifinals |    |                     | Division Finals | Division Finals | Division Finals |  |  | Finale | Finale | Finale |
|                     |                     |                     |    |                     |                 |                 |                 |  |  |        |        |        |
| E1                  | Québec Nordiques    | 4                   |    |                     |                 |                 |                 |  |  |        |        |        |
| E4                  | New England Whalers | 1                   |    |                     |                 |                 |                 |  |  |        |        |        |
| E4                  | New England Whalers | 1                   | E1 | Québec Nordiques    | 4               |                 |                 |  |  |        |        |        |
|                     |                     |                     | E1 | Québec Nordiques    | 4               |                 |                 |  |  |        |        |        |
|                     | E3                  | Indianapolis Racers | 1  |                     |                 |                 |                 |  |  |        |        |        |
| E2                  | E3                  | Indianapolis Racers | 1  | Cincinnati Stingers | 0               |                 |                 |  |  |        |        |        |
| E2                  |                     |                     |    | Cincinnati Stingers | 0               |                 |                 |  |  |        |        |        |
| E3                  | Indianapolis Racers | 4                   |    |                     |                 |                 |                 |  |  |        |        |        |
| E3                  | Indianapolis Racers | 4                   | E1 | Québec Nordiques    | 4               |                 |                 |  |  |        |        |        |
|                     |                     |                     |    | Québec Nordiques    | 4               |                 |                 |  |  |        |        |        |
|                     | W1                  | Winnipeg Jets       | 3  |                     |                 |                 |                 |  |  |        |        |        |
| W1                  | W1                  | Winnipeg Jets       | 3  | Houston Aeros       | 4               |                 |                 |  |  |        |        |        |
| W1                  |                     |                     |    | Houston Aeros       | 4               |                 |                 |  |  |        |        |        |
| W4                  | Edmonton Oilers     | 1                   |    |                     |                 |                 |                 |  |  |        |        |        |
| W4                  | Edmonton Oilers     | 1                   | W1 | Winnipeg Jets       | 4               |                 |                 |  |  |        |        |        |
|                     |                     |                     | W1 | Winnipeg Jets       | 4               |                 |                 |  |  |        |        |        |
|                     | W2                  | Houston Aeros       | 2  |                     |                 |                 |                 |  |  |        |        |        |
| W2                  | W2                  | Houston Aeros       | 2  | Winnipeg Jets       | 4               |                 |                 |  |  |        |        |        |
| W2                  |                     |                     |    | Winnipeg Jets       | 4               |                 |                 |  |  |        |        |        |
| W3                  | San Diego Mariners  | 3                   |    |                     |                 |                 |                 |  |  |        |        |        |

### Division Semifinals (Runde 1)

#### Eastern Division
| Québec Nordiques (1) vs. New England Whalers (4) | Québec Nordiques (1) vs. New England Whalers (4) | Québec Nordiques (1) vs. New England Whalers (4) | Québec Nordiques (1) vs. New England Whalers (4) | Québec Nordiques (1) vs. New England Whalers (4) | Québec Nordiques (1) vs. New England Whalers (4) | Québec Nordiques (1) vs. New England Whalers (4) |
| Datum                                            | Auswärtsteam                                     | Auswärtsteam                                     | Heimteam                                         | Heimteam                                         | Bem.                                             |                                                  |
| ------------------------------------------------ | ------------------------------------------------ | ------------------------------------------------ | ------------------------------------------------ | ------------------------------------------------ | ------------------------------------------------ | ------------------------------------------------ |
| 9. April                                         | New England                                      | 2                                                | 5                                                | Québec                                           |                                                  |                                                  |
| 12. April                                        | New England                                      | 3                                                | 7                                                | Québec                                           |                                                  |                                                  |
| 14. April                                        | Québec                                           | 4                                                | 3                                                | New England                                      | 1OT                                              |                                                  |
| 16. April                                        | Québec                                           | 4                                                | 6                                                | New England                                      |                                                  |                                                  |
| 19. April                                        | New England                                      | 0                                                | 3                                                | Québec                                           |                                                  |                                                  |
| Québec gewinnt die Serie mit 4:1.                |                                                  |                                                  |                                                  |                                                  |                                                  |                                                  |

| Cincinnati Stingers (2) vs. Indianapolis Racers (3) | Cincinnati Stingers (2) vs. Indianapolis Racers (3) | Cincinnati Stingers (2) vs. Indianapolis Racers (3) | Cincinnati Stingers (2) vs. Indianapolis Racers (3) | Cincinnati Stingers (2) vs. Indianapolis Racers (3) | Cincinnati Stingers (2) vs. Indianapolis Racers (3) | Cincinnati Stingers (2) vs. Indianapolis Racers (3) |
| Datum                                               | Auswärtsteam                                        | Auswärtsteam                                        | Heimteam                                            | Heimteam                                            | Bem.                                                |                                                     |
| --------------------------------------------------- | --------------------------------------------------- | --------------------------------------------------- | --------------------------------------------------- | --------------------------------------------------- | --------------------------------------------------- | --------------------------------------------------- |
| 9. April                                            | Indianapolis                                        | 4                                                   | 3                                                   | Cincinnati                                          | 3OT                                                 |                                                     |
| 12. April                                           | Indianapolis                                        | 7                                                   | 2                                                   | Cincinnati                                          |                                                     |                                                     |
| 14. April                                           | Cincinnati                                          | 3                                                   | 5                                                   | Indianapolis                                        |                                                     |                                                     |
| 16. April                                           | Cincinnati                                          | 1                                                   | 3                                                   | Indianapolis                                        |                                                     |                                                     |
| Indianapolis gewinnt die Serie mit 4:0.             |                                                     |                                                     |                                                     |                                                     |                                                     |                                                     |

#### Western Division
| Houston Aeros (1) vs. Edmonton Oilers (4) | Houston Aeros (1) vs. Edmonton Oilers (4) | Houston Aeros (1) vs. Edmonton Oilers (4) | Houston Aeros (1) vs. Edmonton Oilers (4) | Houston Aeros (1) vs. Edmonton Oilers (4) | Houston Aeros (1) vs. Edmonton Oilers (4) | Houston Aeros (1) vs. Edmonton Oilers (4) |
| Datum                                     | Auswärtsteam                              | Auswärtsteam                              | Heimteam                                  | Heimteam                                  | Bem.                                      |                                           |
| ----------------------------------------- | ----------------------------------------- | ----------------------------------------- | ----------------------------------------- | ----------------------------------------- | ----------------------------------------- | ----------------------------------------- |
| 13. April                                 | Edmonton                                  | 3                                         | 4                                         | Houston                                   | 1OT                                       |                                           |
| 15. April                                 | Edmonton                                  | 2                                         | 6                                         | Houston                                   |                                           |                                           |
| 17. April                                 | Houston                                   | 2                                         | 7                                         | Edmonton                                  |                                           |                                           |
| 20. April                                 | Houston                                   | 4                                         | 1                                         | Edmonton                                  |                                           |                                           |
| 22. April                                 | Edmonton                                  | 3                                         | 4                                         | Houston                                   |                                           |                                           |
| Houston gewinnt die Serie mit 4:1.        |                                           |                                           |                                           |                                           |                                           |                                           |

| Winnipeg Jets (2) vs. San Diego Mariners (3) | Winnipeg Jets (2) vs. San Diego Mariners (3) | Winnipeg Jets (2) vs. San Diego Mariners (3) | Winnipeg Jets (2) vs. San Diego Mariners (3) | Winnipeg Jets (2) vs. San Diego Mariners (3) | Winnipeg Jets (2) vs. San Diego Mariners (3) | Winnipeg Jets (2) vs. San Diego Mariners (3) |
| Datum                                        | Auswärtsteam                                 | Auswärtsteam                                 | Heimteam                                     | Heimteam                                     | Bem.                                         |                                              |
| -------------------------------------------- | -------------------------------------------- | -------------------------------------------- | -------------------------------------------- | -------------------------------------------- | -------------------------------------------- | -------------------------------------------- |
| 10. April                                    | San Diego                                    | 1                                            | 5                                            | Winnipeg                                     |                                              |                                              |
| 12. April                                    | San Diego                                    | 1                                            | 4                                            | Winnipeg                                     |                                              |                                              |
| 16. April                                    | Winnipeg                                     | 4                                            | 5                                            | San Diego                                    |                                              |                                              |
| 17. April                                    | Winnipeg                                     | 4                                            | 6                                            | San Diego                                    |                                              |                                              |
| 20. April                                    | San Diego                                    | 0                                            | 3                                            | Winnipeg                                     |                                              |                                              |
| 22. April                                    | Winnipeg                                     | 1                                            | 3                                            | San Diego                                    |                                              |                                              |
| 24. April                                    | San Diego                                    | 3                                            | 7                                            | Winnipeg                                     |                                              |                                              |
| Winnipeg gewinnt die Serie mit 4:3.          |                                              |                                              |                                              |                                              |                                              |                                              |

### Division Finals (Runde 2)

#### Eastern Division
| Québec Nordiques (1) vs. Indianapolis Racers (3) | Québec Nordiques (1) vs. Indianapolis Racers (3) | Québec Nordiques (1) vs. Indianapolis Racers (3) | Québec Nordiques (1) vs. Indianapolis Racers (3) | Québec Nordiques (1) vs. Indianapolis Racers (3) | Québec Nordiques (1) vs. Indianapolis Racers (3) | Québec Nordiques (1) vs. Indianapolis Racers (3) |
| Datum                                            | Auswärtsteam                                     | Auswärtsteam                                     | Heimteam                                         | Heimteam                                         | Bem.                                             |                                                  |
| ------------------------------------------------ | ------------------------------------------------ | ------------------------------------------------ | ------------------------------------------------ | ------------------------------------------------ | ------------------------------------------------ | ------------------------------------------------ |
| 23. April                                        | Indianapolis                                     | 1                                                | 3                                                | Québec                                           |                                                  |                                                  |
| 25. April                                        | Indianapolis                                     | 3                                                | 8                                                | Québec                                           |                                                  |                                                  |
| 28. April                                        | Québec                                           | 6                                                | 5                                                | Indianapolis                                     | 1OT                                              |                                                  |
| 30. April                                        | Québec                                           | 0                                                | 2                                                | Indianapolis                                     |                                                  |                                                  |
| 2. Mai                                           | Indianapolis                                     | 3                                                | 8                                                | Québec                                           |                                                  |                                                  |
| Québec gewinnt die Serie mit 4:1.                |                                                  |                                                  |                                                  |                                                  |                                                  |                                                  |

Nach zwei Heimsiegen konnten die Nordiques auch das erste Spiel in Indianapolis in der Verlängerung gewinnen. Paulin Bordeleau stellte nach 5:29 Minuten den Sieg für Quebec sicher. Durch eine hervorragende Leistung von Paul Hoganson, der kein Gegentor zuließ, kamen die Racers zu ihrem einzigen Sieg in der Serie, denn zurück in Québec hatten sie keine Chance gegen die Nordiques.

#### Western Division
| Houston Aeros (1) vs. Winnipeg Jets (2) | Houston Aeros (1) vs. Winnipeg Jets (2) | Houston Aeros (1) vs. Winnipeg Jets (2) | Houston Aeros (1) vs. Winnipeg Jets (2) | Houston Aeros (1) vs. Winnipeg Jets (2) | Houston Aeros (1) vs. Winnipeg Jets (2) | Houston Aeros (1) vs. Winnipeg Jets (2) |
| Datum                                   | Auswärtsteam                            | Auswärtsteam                            | Heimteam                                | Heimteam                                | Bem.                                    |                                         |
| --------------------------------------- | --------------------------------------- | --------------------------------------- | --------------------------------------- | --------------------------------------- | --------------------------------------- | --------------------------------------- |
| 26. April                               | Winnipeg                                | 4                                       | 3                                       | Houston                                 | 1OT                                     |                                         |
| 28. April                               | Winnipeg                                | 2                                       | 7                                       | Houston                                 |                                         |                                         |
| 30. April                               | Houston                                 | 3                                       | 4                                       | Winnipeg                                |                                         |                                         |
| 1. Mai                                  | Houston                                 | 4                                       | 6                                       | Winnipeg                                |                                         |                                         |
| 3. Mai                                  | Winnipeg                                | 2                                       | 3                                       | Houston                                 |                                         |                                         |
| 5. Mai                                  | Houston                                 | 3                                       | 6                                       | Winnipeg                                |                                         |                                         |
| Winnipeg gewinnt die Serie mit 4:2.     |                                         |                                         |                                         |                                         |                                         |                                         |

Im ersten Spiel brachte Peter Sullivan nach 8:05 Minuten in der Verlängerung zum Sieg beim Favoriten aus Houston. Nachdem es den Jets gelang auch ihre beiden ersten Heimspiele zu gewinnen, fuhren sie mit einer 3–1-Führung zu den Aeros. Houston konnte sein Heimspiel gewinnen, aber in Spiel 6 in Winnipeg entschieden die Jets die Serie und zogen ins Finale ein.

### Avco World Trophy Championship
| Winnipeg Jets (1) vs. Québec Nordiques (1)                  | Winnipeg Jets (1) vs. Québec Nordiques (1) | Winnipeg Jets (1) vs. Québec Nordiques (1) | Winnipeg Jets (1) vs. Québec Nordiques (1) | Winnipeg Jets (1) vs. Québec Nordiques (1) | Winnipeg Jets (1) vs. Québec Nordiques (1) | Winnipeg Jets (1) vs. Québec Nordiques (1) |
| Datum                                                       | Auswärtsteam                               | Auswärtsteam | Heimteam | Heimteam                                   | Bem.                                       |                                            |
| ----------------------------------------------------------- | ------------------------------------------ | --- | --- | ------------------------------------------ | ------------------------------------------ | ------------------------------------------ |
| 11. Mai                                                     | Winnipeg                                   | 2 D. Labraaten (D. Dunn) 22:22 W. Lindström (D. Labraaten, P. Sullivan) 33:30                                                                                          | 1 P. Bordeleau 47:00 | Québec                                     |                                            |                                            |
| 15. Mai                                                     | Winnipeg                                   | 1 D. Labraaten (W. Lindström) 42:47 | 6 P. Guité (A. Boudrias, F. Lacombe) 4:32 P. Bordeleau (S. Bernier, N. Dubé) 13:25 S. Sutherland 15:17 S. Bernier (N. Dubé, C. Brackenbury) 18:23 C. Brackenbury (S. Bernier, W. Weir) 37:02 S. Sutherland (B. Fitchner, C. Brackenbury) 53:00 | Québec                                     |                                            |                                            |
| 18. Mai                                                     | Québec                                     | 1 C. Brackenbury (B. Fitchner) 2:08 | 6 W. Lindström (D. Labraaten) 24:42 D. Labraaten (W. Lindström) 33:16 A. Hedberg (M. Ford, J. Daley) 40:31 U. Nilsson 46:16 B. Lesuk (M. Lindh, B. Long) 49:30 W. Lindström (P. Sullivan, D. Labraaten) 56:33 | Winnipeg                                   |                                            |                                            |
| 20. Mai                                                     | Québec                                     | 4 S. Bernier (P. Bordeleau, J. Bernier) 7:33 F. Lacombe (R. Cloutier, J. C. Tremblay) 21:50 M. Tardif (S. Bernier, C. Bordeleau) 34:53 S. Bernier (P. Bordeleau) 44:32 | 2 P. Miller (P. Sullivan, D. Labraaten) 11:38 U. Nilsson (B. Hull, A. Hedberg) 17:17 | Winnipeg                                   |                                            |                                            |
| 22. Mai                                                     | Winnipeg                                   | 3 U. Nilsson (P. Miller, B. Hull) 17:04 M. Ford (P. Sullivan, D. Labraaten) 26:39 B. Hull 33:43                                                                        | 8 P. Guité (A. Boudrias, J. Bernier) 4:32 R. Cloutier (M. Tardif, J. C. Tremblay) 8:49 C. Bordeleau (R. Cloutier) 12:10 P. Bordeleau (N. Dubé, S. Bernier) 14:20 R. Cloutier (C. Bordeleau) 24:14 P. Bordeleau (S. Bernier, J. C. Tremblay) 26:01 C. Bordeleau (R. Cloutier, S. Bernier) 31:37 S. Bernier (P. Bordeleau) 48:49 | Québec                                     |                                            |                                            |
| 24. Mai                                                     | Québec                                     | 3 R. Cloutier 3:02 R. Cloutier (M. Tardif, C. Bordeleau) 4:28 C. Bordeleau (M. Tardif, R. Cloutier) 16:35                                                              | 12 B. Hull (U. Nilsson, M. Ford) 1:26 D. Labraaten (P. Sullivan, W. Lindström) 9:17 A. Hedberg (U. Nilsson) 12:09 B. Guindon (F. Huck, P. Miller) 13:47 B. Hull (B. Guindon, D. Dunn) 26:28 P. Sullivan (D. Labraaten) 28:04 M. Ford (L.-E. Sjöberg, A. Hedberg) 36:57 B. Guindon (B. Long, F. Huck) 37:30 P. Sullivan (D. Labraaten) 42:21 A. Hedberg (U. Nilsson, P. Miller) 43:37 W. Lindström (P. Sullivan) 45:20 B. Hull (U. Nilsson, A. Hedberg) 52:36 | Winnipeg                                   |                                            |                                            |
| 26. Mai                                                     | Winnipeg                                   | 2 D. Labraaten (M. Ford, P. Sullivan) 28:39 P. Miller (U. Nilsson, A. Hedberg) 54:09                                                                                   | 8 B. Fitchner 20:11 M. Tardif (R. Cloutier, C. Bordeleau) 21:10 R. Cloutier (M. Tardif, G. Lariviere) 26:27 J. C. Tremblay (R. Cloutier, M. Tardif) 29:24 N. Dubé (G. Lariviere, S. Bernier) 35:23 P. Bordeleau (S. Bernier, F. Lacombe) 38:41 C. Bordeleau (R. Cloutier, F. Lacombe) 41:39 S. Bernier (N. Dubé, G. Lariviere) 43:39 | Québec                                     |                                            |                                            |
| Québec gewinnt die Serie mit 4:3 und den Avco World Trophy. |                                            | | |                                            |                                            |                                            |

Nachdem es in den ersten vier Spielen beiden Teams nur in je einem Heimspiel gelungen war zu gewinnen, setzte Québec im fünften Spiel mit einem deutlichen 8:3-Sieg ein Zeichen. Die Winnipeg Jets waren dadurch nicht einzuschüchtern und konnten mit einem beeindruckenden 12:3-Erfolg ihre Titelambitionen unterstreichen. Beim entscheidenden Spiel in Québec waren es dann jedoch wieder die Hausherren, die nach einem torlosen ersten Drittel den Mittelabschnitt mit 6:1 für sich entschieden und damit den Grundstein für den Finalerfolg legten.

### Avco-World-Trophy-Sieger
Die 22 Spieler der Nordiques setzen sich aus drei Torhütern, sieben Verteidigern und zwölf Angreifern zusammen.
Lediglich drei Spieler, die im Saisonverlauf zum Einsatz gekommen waren, zählten nicht zur Siegermannschaft. Verteidiger Pierre Roy und Center Richard Grenier blieben in der Endrunde ohne Einsatz, während Michel Dubois nicht auf dem Pokal verewigt wurde, obwohl er mehrere Playoff-Partien bestritten hatte. Maßgeblichen Anteil am Meisterschaftsgewinn der Québec Nordiques hatten neben dem herausragenden Angriff um die Stürmer Réal Cloutier, Marc Tardif und Christian Bordeleau ebenfalls Führungsspieler wie Verteidiger J. C. Tremblay, während die Defensive um Akteure wie Paul Baxter und Wally Weir verstärkt worden war, welche einen physisch dominierten Spielstil prägten.
Neben Cheftrainer Marc Boileau und General Manager Maurice Filion wurden folgende Spieler auf die Avco World Trophy, die Meisterschaftstrophäe der WHA, eingraviert:
| Avco-World-Trophy-Sieger Québec Nordiques | Torhüter: Serge Aubry, Richard Brodeur, Ed Humphreys Verteidiger: Paul Baxter, Jean Bernier, Jim Dorey, François Lacombe, Garry Lariviere, J. C. Tremblay, Wally Weir Angreifer: Serge Bernier, Christian Bordeleau, Paulin Bordeleau, André Boudrias, Curt Brackenbury, Réal Cloutier, Charles Constantin, Norm Dubé, Bob Fitchner, Pierre Guité, Steve Sutherland, Marc Tardif (C) Cheftrainer: Marc Boileau General Manager: Maurice Filion |

### Beste Scorer
Abkürzungen: GP = Spiele, G = Tore, A = Assists, Pts = Punkte, PIM = Strafminuten; Fett: Saisonbestwert
| Spieler        | Team     | GP | G  | A  | Pts | +/- | PIM |
| -------------- | -------- | -- | -- | -- | --- | --- | --- |
| Serge Bernier  | Québec   | 17 | 14 | 22 | 36  | +16 | 10  |
| Anders Hedberg | Winnipeg | 20 | 13 | 16 | 29  | +6  | 13  |
| Réal Cloutier  | Québec   | 16 | 14 | 13 | 27  | +11 | 10  |
| Ulf Nilsson    | Winnipeg | 20 | 6  | 21 | 27  | +5  | 33  |
| Dan Labraaten  | Winnipeg | 20 | 7  | 17 | 24  | +8  | 15  |
| Bobby Hull     | Winnipeg | 20 | 13 | 9  | 22  | +6  | 2   |

## WHA Awards und vergebene Trophäen
| Auszeichnung                    | Spieler       | Team                |
| ------------------------------- | ------------- | ------------------- |
| Gordie Howe Trophy              | Robbie Ftorek | Phoenix Roadrunners |
| Bill Hunter Trophy              | Réal Cloutier | Québec Nordiques    |
| Lou Kaplan Trophy               | George Lyle   | New England Whalers |
| Ben Hatskin Trophy              | Ron Grahame   | Houston Aeros       |
| Dennis A. Murphy Trophy         | Ron Plumb     | Cincinnati Stingers |
| WHA Playoff MVP                 | Serge Bernier | Québec Nordiques    |
| Robert Schmertz Memorial Trophy | Bill Dineen   | Houston Aeros       |
| Paul Deneau Trophy              | Dave Keon     | New England Whalers |

### WHA All-Star Teams

#### WHA First All-Star Team
Abkürzungen: GP = Spiele, G = Tore, A = Assists, Pts = Punkte, W = Siege, SO = Shutouts, GAA = Gegentorschnitt
| Spieler        | Position      | Team                | GP | G  | A  | Pts |
| -------------- | ------------- | ------------------- | -- | -- | -- | --- |
| Robbie Ftorek  | Center        | Phoenix Roadrunners | 80 | 46 | 71 | 117 |
| Anders Hedberg | Flügelstürmer | Winnipeg Jets       | 68 | 70 | 61 | 131 |
| Marc Tardif    | Flügelstürmer | Québec Nordiques    | 62 | 49 | 60 | 109 |
| Darryl Maggs   | Verteidiger   | Indianapolis Racers | 81 | 16 | 55 | 71  |
| Ron Plumb      | Verteidiger   | Cincinnati Stingers | 79 | 11 | 58 | 69  |

| Spieler      | Position | Team             | GP | W  | SO | GAA  |
| ------------ | -------- | ---------------- | -- | -- | -- | ---- |
| John Garrett | Torhüter | Birmingham Bulls | 65 | 24 | 4  | 3,53 |

#### WHA Second All-Star Team
Abkürzungen: GP = Spiele, G = Tore, A = Assists, Pts = Punkte, W = Siege, SO = Shutouts, GAA = Gegentorschnitt
| Spieler       | Position      | Team                | GP | G  | A  | Pts |
| ------------- | ------------- | ------------------- | -- | -- | -- | --- |
| Ulf Nilsson   | Center        | Winnipeg Jets       | 71 | 39 | 85 | 124 |
| Réal Cloutier | Flügelstürmer | Québec Nordiques    | 76 | 66 | 75 | 141 |
| Rick Dudley   | Flügelstürmer | Cincinnati Stingers | 77 | 41 | 47 | 88  |
| Poul Popiel   | Verteidiger   | Houston Aeros       | 80 | 12 | 56 | 68  |
| Mark Howe     | Verteidiger   | Houston Aeros       | 57 | 23 | 52 | 75  |

| Spieler   | Position | Team          | GP | W  | SO | GAA  |
| --------- | -------- | ------------- | -- | -- | -- | ---- |
| Joe Daley | Torhüter | Winnipeg Jets | 65 | 39 | 3  | 3,24 |